# تشارلز أ. إلدريدج
تشارلز أ. إلدريدج هو محامي وسياسي أمريكي، ولد في 27 فبراير 1820 في بريدبورت في الولايات المتحدة، وتوفي في 26 أكتوبر 1896 في فوند دو لاك في الولايات المتحدة. نشط حزبياً في الحزب الديمقراطي. وقد انتخب عضو مجلس ولاية ويسكونسن ‏ وانتخب عضو مجلس النواب الأمريكي ‏.